# Machnëvo
Machnëvo (in russo Махнёво?) è un insediamento di tipo urbano dell'oblast' di Sverdlovsk, in Russia; costituisce il centro amministrativo della formazione municipale Machnëvskoe (Махнёвское муниципальное образование) all'interno del distretto Alapaevskij. 
Si trova nel corso inferiore del fiume Tagil, 230 km a nord-nord-est di Ekaterinburg.